# Исхак ибн Мухаммад ибн Гания
Исхак ибн Мухаммад ибн Гания (араб. إسحاق بن محمد بن غانية‎; XII век, Тайфа Мальорка — 1183 или 1184, Тайфа Мальорка) — эмир (вали) Мальоркской тайфы (1155—1183/1184).

## Биография
Представитель династии Ганидов (Бану Гания). Сын Мухаммада I ибн Али, эмира Мальоркской тайфы. В юности находился на различных должностях в Аль-Андалусе. В 1145 году он упоминается в должности вали (губернатора) Кармоны. В 1146 году перед упадком Альморавидов в Испании он вернулся на Мальорку. Здесь начал совершать пиратские нападения на христианские государства.
В 1155 году Исхак ибн Мухаммад возглавил мятеж, в результате чего свергнул с престола своего отца и казнил старшего брата-наследника Абдаллаха. После переворота Исхак провозгласил себя эмиром тайфы Мальорка. Приложил значительные усилия на превращение государства в центр работорговли и морской торговли. В то же время способствовал новому расцвету пиратства. Самым известным был нападение в 1178 году на город-порт Тулон в графстве Прованс, в результате которого было взято много пленников. Среди пленных был Гуго Госфред, виконт де Марсель, и его сын.
Вместе с тем, понимая силу флотов Генуи и Пизы, а также их торговое положение в Европе, Исхак ибн Мухаммад направил усилия на налаживание с ними дружеских отношений. В 1171 и 1173 годах он подписал договоры с Пизанской республикой, договорившись о взаимном ненападении. Вместе с тем предоставил пизанским купцам преференции в торговле. В 1181 году подобное соглашение было заключено с Генуей, а 1183 году — Луккой.
В 1172 году после поражения эмира Мурсии Мухаммада ибн Марданиса в Пиренеях и установления там власти Альмохадов, Исхак ибн Мухаммад избрал курс на примирение с ними. Вел длительные переговоры с халифом Абу Якубом Юсуфом относительно признания своей вассальной зависимости от Альмохадов. Вместе с тем Исхак высадился на алжирском побережье, где оказал помощь остаткам отрядов Альморавидов.
В 1181 году флот Барселонского графства совершил нападение на владения Исхака ибн Мухаммада.
Исхак ибн Мухаммад погиб в конце 1183 или в начале 1184 года в результате восстания христиан Мальорки или нападения флота графств Прованса или Барселоны. Престол в тайфе унаследовал его старший сын Мухаммад ибн Исхак (1183/1184, 1185 и 1187).